# Wanting Qu
Wanting Qu, conocida también como Qu Wanting (Chino 曲婉婷) (10 de octubre de 1983), es una cantante,  compositora y pianista china, ella reside actualmente en Vancouver, Canadá.

## Biografía
Wanting nació en Harbin, Heilongjiang, China. En 2009, se convirtió en la primera artista femenina china, que se firmó un contrato con el sello discográfico de "Nettwerk", dirigido por Terry McBride.

## Carrera
Su primer álbum, ha sido publicado en casi todo el mundo, conjuntamente con el sello discográfico de "Universal Music China" en 2012. Ganó un disco de platino en China en su primera semana tras lanzar a la venta,  y sus singles titulados "You Exist in My Song" y  "Drenched", formaron parte de la banda sonora por el amor de la película "Love in the Buff", que fue producida en Hong Kong.
Que se crio en Harbin, se trasladó a Canadá a los 16 años para estudiar.